# Joe L. Hensley
Pour les articles homonymes, voir Hensley.
Joe Louis Hensley, né le 19 mars 1926 à Bloomington, Indiana et mort le 27 août 2007 à Madision dans l’Indiana, est un avocat, un avocat général et un écrivain américain, auteur de roman policier et de science-fiction. 

## Biographie
Après des études universitaires, il est admis en qualité d'avocat  au barreau de l'Indiana en 1955. Il fait une carrière juridique qui l'amène à être de 1962 à 1965 procureur, puis juge. En 1988, il est nommé Sagamore of the Wabash (en) par le gouverneur de l'Indiana Frank O'Bannon (en).
Membre de la communauté fandom de la science-fiction, il écrit des nouvelles de science-fiction dans différents pulps. Dans ce genre, il collabore avec Alexei Panshin, Harlan Ellison et Gene DeWeese.
Son premier roman policier Couleur de haine (Color of the Hate), publié en 1960, raconte l'histoire d'un noir accusé du viol et du meurtre d'une jeune blanche tuée à coup de hache. La population veut le lyncher et il ne devra son salut qu'à son avocat, à un jeune juriste noir et à un coroner alcoolique. Selon Claude Mesplède et Jean-Jacques Schleret, « ce roman est une grande réussite, les scènes de tribunal sont parmi les meilleures jamais écrites ». Il crée le personnage de Donald Robak, jeune avocat qui apparaît la première fois en 1971 dans Le Diable et son train (Deliver Us to Evil), puis dans douze autres romans jusqu'en 2001. Un été pourri (The Poison Summer) est désigné par le New York Times comme le meilleur roman policier publié en 1974.
En 1988, il coécrit avec son collègue, procureur de lIndiana, Guy M. Townsend un roman policier (Loose Coins). Son dernier roman, Snowbird's Blood, est publié en 2008, après la mort de l'auteur, victime d'une leucémie, en 2007.

## Œuvre

### Série Donald Robak
- Deliver Us to Evil, 1971
  - Le Diable et son train, Série noire no 1374[2], 1971
- Legislative Body, 1972
- Song of Corpus Juris, 1974
- Rivertown Risk, 1977
- A Killing in Gold, 1978
- Minor Murders, 1979
- Outcasts, 1981
- Robak's Cross, 1985
- Robak's Fire, 1986
- Robak's Firm, 1987
- Robak's Run, 1990
- Robak's Witch, 1997
- Robak in Black, 2001

### Autres romans
- The Color of Hate, 1960 (autre titre Color Him Guilty)
  - Couleur de haine, Série noire no 1346, 1970
- The Poison Summer, 1974
  - Un été pourri, Série noire no 1672, 1974
- The Black Roads, 1976
- Fort's Law, 1987
- Grim City, 1994
- Loose Coins, 1998 (coécrit avec Guy M. Townsend)
- Snowbird's Blood, 2008

### Nouvelles
- Eyes of the Double Moon, 1953
- And Not Quite Human, 1953
- Guide Wire, 1954
  - Fil conducteur, Satellite no 22, octobre 1959
- Journey to the Hotlands, 1955
- The Red and the Green, 1955
  - Rouge et Vert, Satellite no 24, décembre 1959
- Once a Starman, 1955
- The Sun Hunters, 1955
- The Outvaders, 1955
- Now We Are Three, 1957
- Hell Drive, 1957
- Time of the Tinkers, 1958
- The Pair, 1958
- Star Ways, 1958
- Party Lines, 1959
- Lord Randy, My Son, 1967
  - L'Éveil de Randy Moore, dans le recueil Derrière le néant, Marabout Science-Fiction no 458, 1973, réédition sous le titre Seigneur Randy, mon fils, dans le recueil Dangereuses visions - tome 2, J'ai lu science-fiction no 627, 1975
- The Chicken Player, 1967
- Argent Blood, 1967
- The Edge of the Rose, 1969
- Shut the Last Door, 1970 (autre titre Shut the Final Door)
- The Run from Home, 1970
- Time Patrol, 1972
- In Dark Places, 1973
- The Calculator, 1979
- Widow, 1980
- Trial Tactis, 1980
  - Plan de bataille pour procès, Hard Boiled Dicks no 4, 1982, réédition sous le titre Le Procès dans un miroir, Alfred Hitchcock magazine 2e série no 11, octobre 1989, dans le recueil Le Procès dans un miroir, Club des Masques no 1004, 1992
- Fifty Chinese, 1981
- Paint Doctor, 1981
- Deadly Hunger, 1981
- Killer Scent, 1981
- Pride in Performance, 1981
- One Will Too Many, 1981
- The Curly Caller, 1981
- The Iron Collector, 1981
- Scent of Death, 1981
  - Une odeur de meurtre, dans le recueil Histoires fascinantes Pocket no 2366, 1986
- Harpist, 1982
- Tourist, 1984
- Searcher, 1984
- Finder, 1984
- On the Rocks, 1985
- Savant, 1985
- Alvin's Witch, 1991
- Child's Play, 2001

### Nouvelle signée Louis J. A. Adams coécrite avec Alexei Panshin
- Dark Conception, 1964

### Nouvelles coécrites avec Harlan Ellison
- Visionary, 1959
- Do-It-Yourself, 1961
- Rodney Parish For Hire, 1962

### Nouvelle coécrite avec Gene DeWeese
- The Midnight Bicyclist, 1978

## Sources
- Claude Mesplède (dir.), Dictionnaire des littératures policières, vol. 1 : A - I, Nantes, Joseph K, coll. « Temps noir », 2007, 1054 p. (ISBN 978-2-910686-44-4, OCLC 315873251), p. 957.
- Claude Mesplède, Les années "Série noire" : bibliographie critique d'une collection policière, vol. 3 : 1966-1972, Amiens, Editions Encrage, coll. « Travaux / 22 », 1994 (ISBN 978-2-906389-53-3).
- Claude Mesplède, Les années "Série noire" bibliographie critique d'une collection policière, t. 4 : 1972-1982, Amiens, Encrage, coll. « Travaux » (no 25), 1995 (ISBN 978-2-906389-63-2).
- Claude Mesplède et Jean-Jacques Schleret, SN, voyage au bout de la Noire : inventaire de 732 auteurs et de leurs œuvres publiés en séries Noire et Blème : suivi d'une filmographie complète, Paris, Futuropolis, 1982, 476 p. (OCLC 11972030).